# Polyommatus dorylas
The Turquoise Blue (Polyommatus dorylas) là một loài bướm ngày thuộc họ Bướm xanh. Nó được tìm thấy ở phía nam châu Âu, Tiểu Á, Dãy núi Ural, Kavkaz và Transcaucasia.
Sải cánh dài 15–17 mm. Ấu trùng ăn Anthyllis vulneraria (Kidney vetch). Chúng bay từ tháng 5 đến tháng 9
làm hai đợt.
Phân loài:
- Polyommatus dorylas magna Bálint, 1985 (Nam Âu)
- Polyommatus dorylas castilla (Fruhstorfer, 1910) (Tây Ban Nha)
- Polyommatus dorylas armenus (Staudinger, 1871) (Caucasus, Armenia)

## Hình ảnh

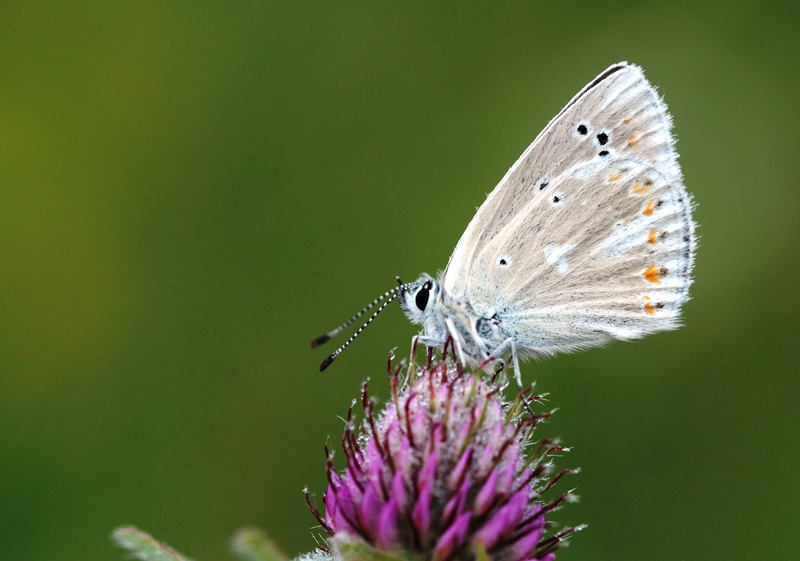
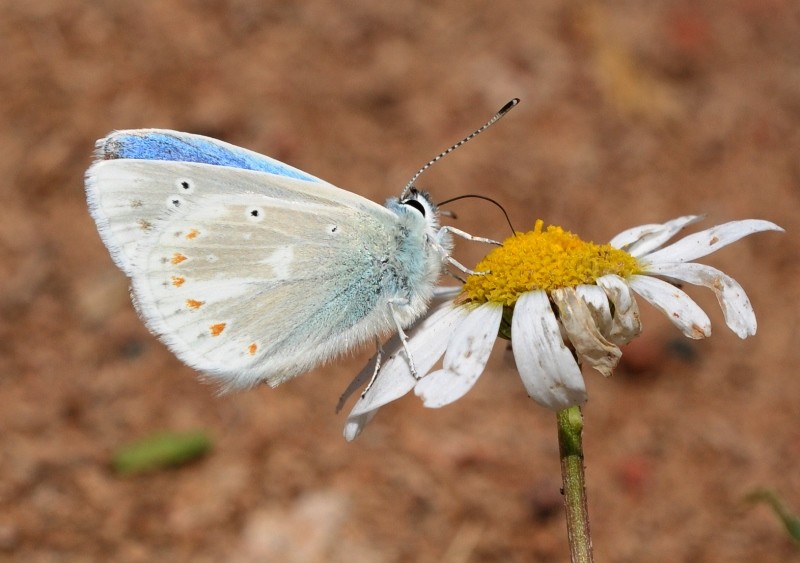
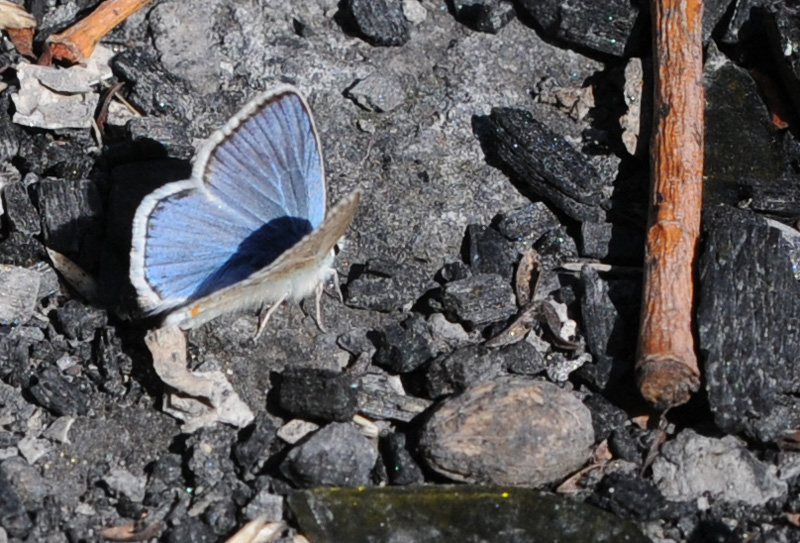
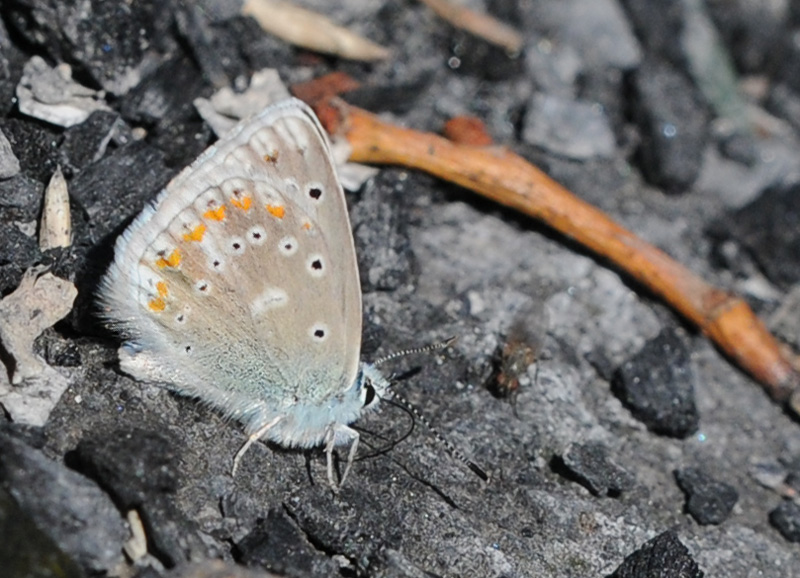